# Église Saint-Michel des Batignolles
Pour les articles homonymes, voir église Saint-Michel et Batignolles.
L’église Saint-Michel des Batignolles à Paris est située place Saint-Jean dans le 17e arrondissement de Paris, à l'angle de la rue Saint-Jean et du passage Saint-Michel. Conçue par l'architecte Bernard Haubold, sa construction est entamée en 1913 et achevée en 1938.

## Description
La statue de l'archange située au sommet du clocher est une réplique de celle du clocher de l'abbaye du Mont-Saint-Michel, exécutée par le même sculpteur Emmanuel Frémiet. Le 4 février 1990, la statue, déstabilisée à la suite d'une tempête, est descendue pour que son support soit renforcé ; elle n'est réinstallée que dix-sept ans plus tard, le 18 novembre 2007.

Façade et clocher de l'église donnant sur la place Saint-Jean
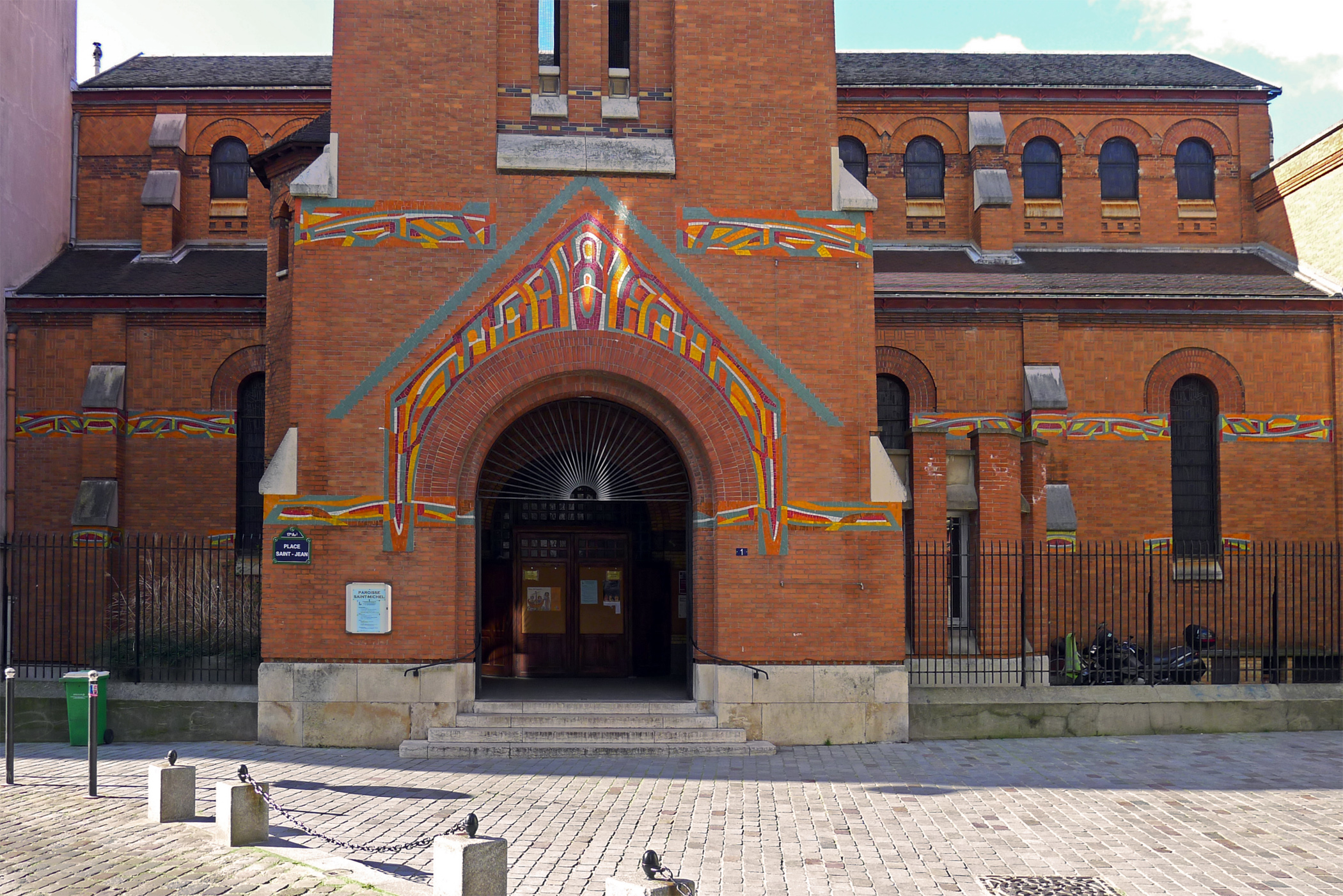
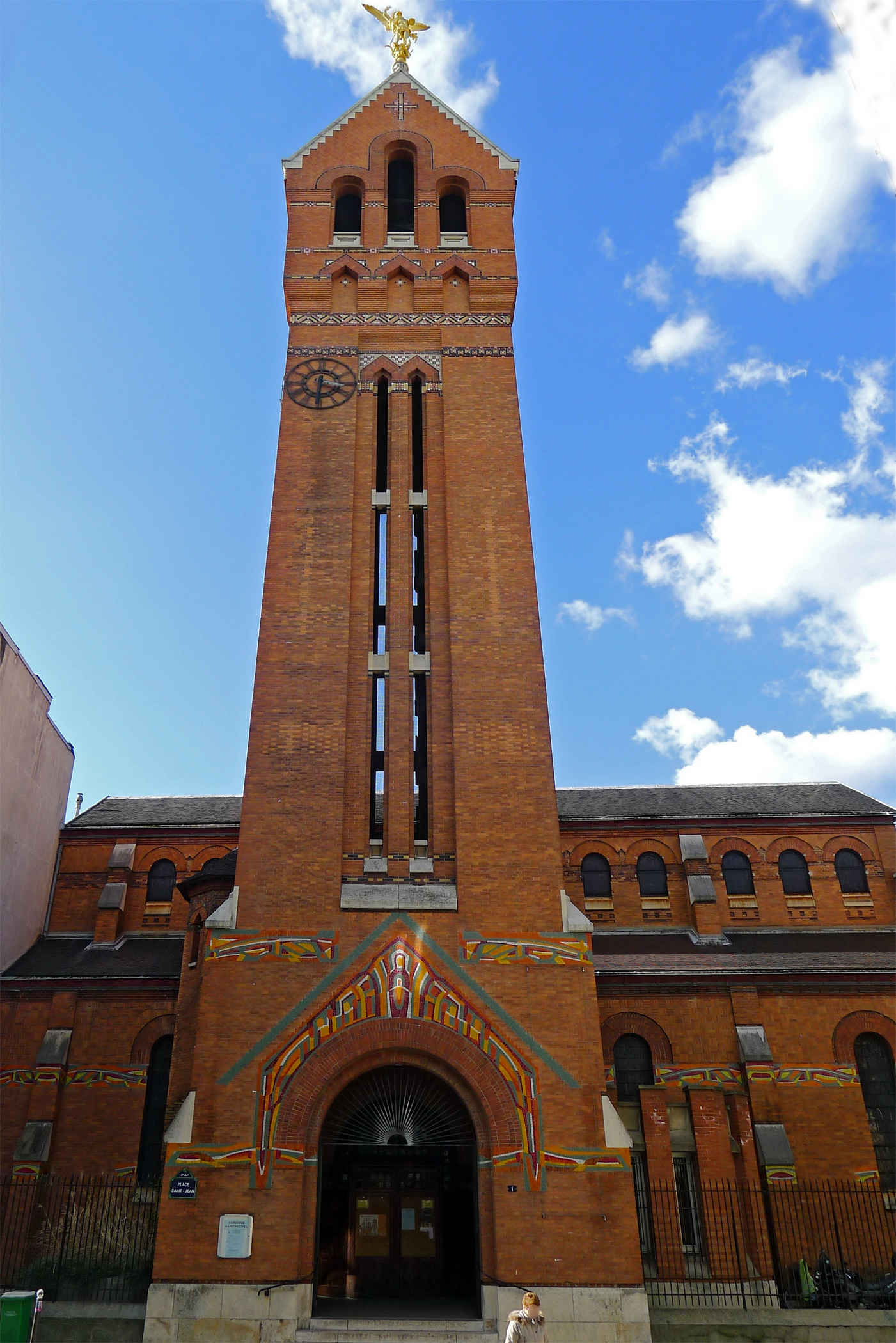
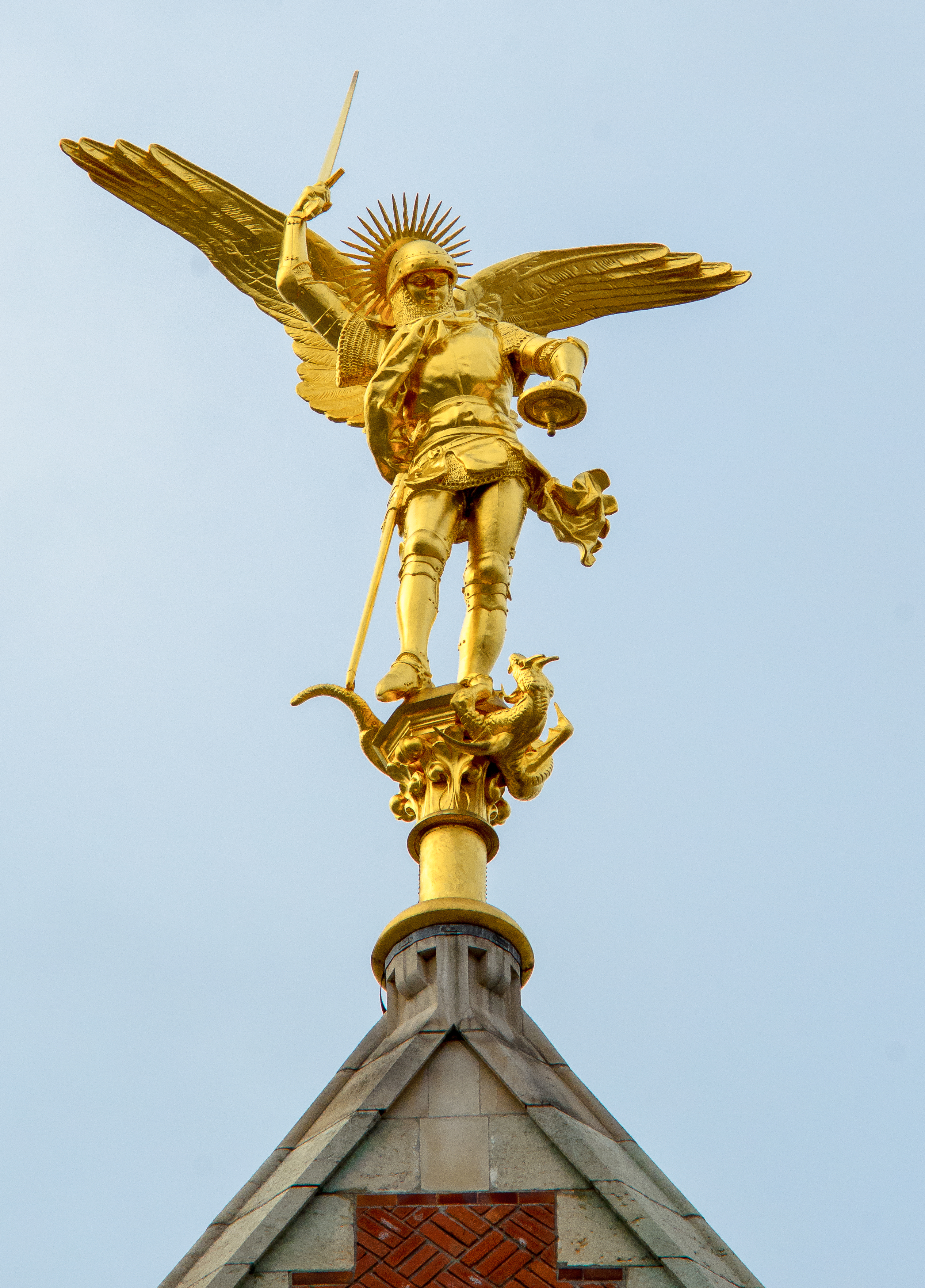

## Historique
Avant l'annexion d'une partie de la commune de Batignolles-Monceau à Paris, l'église se trouve à la limite est du hameau historique des Batignolles qui est l'une des composantes de l'ancienne commune, ce qui explique qu'elle porte ce nom ; mais aujourd'hui, le découpage des quartiers administratifs parisiens l'a placée (tout comme le cimetière des Batignolles) dans celui des Épinettes plutôt que dans celui des Batignolles.
Le 16 octobre 1858, l'empereur Napoléon III autorise l'ouverture d'une « succursale » de la paroisse de Batignolles-Monceau, dont l'église est alors Sainte-Marie des Batignolles. En réalité, le bâtiment est déjà debout ; il a été érigé en cinq mois, dès la fin de 1857, au 19 avenue de Saint-Ouen. Une deuxième église, temporaire, est élevée en retrait de l'avenue dès les années 1860, mais le premier bâtiment n'est détruit qu'à la fin des années 1910.
Pendant la Commune de Paris, il est créé le 3 mai 1871 dans l’église Saint-Michel des Batignolles le club de la révolution sociale qui comprend une majorité de femmes. Ainsi « la maîtresse de Malon », André Léo y intervient, c'est aussi le cas de Blanche Lefebvre, cette dernière sera tuée le 23 mai 1871, à l’âge de 24 ans, rue des Dames. Victorine Gorget fréquente aussi le club de la révolution sociale de Saint-Michel des Batignolles, elle sera déportée en Nouvelle-Calédonie avec Louise Michel. 

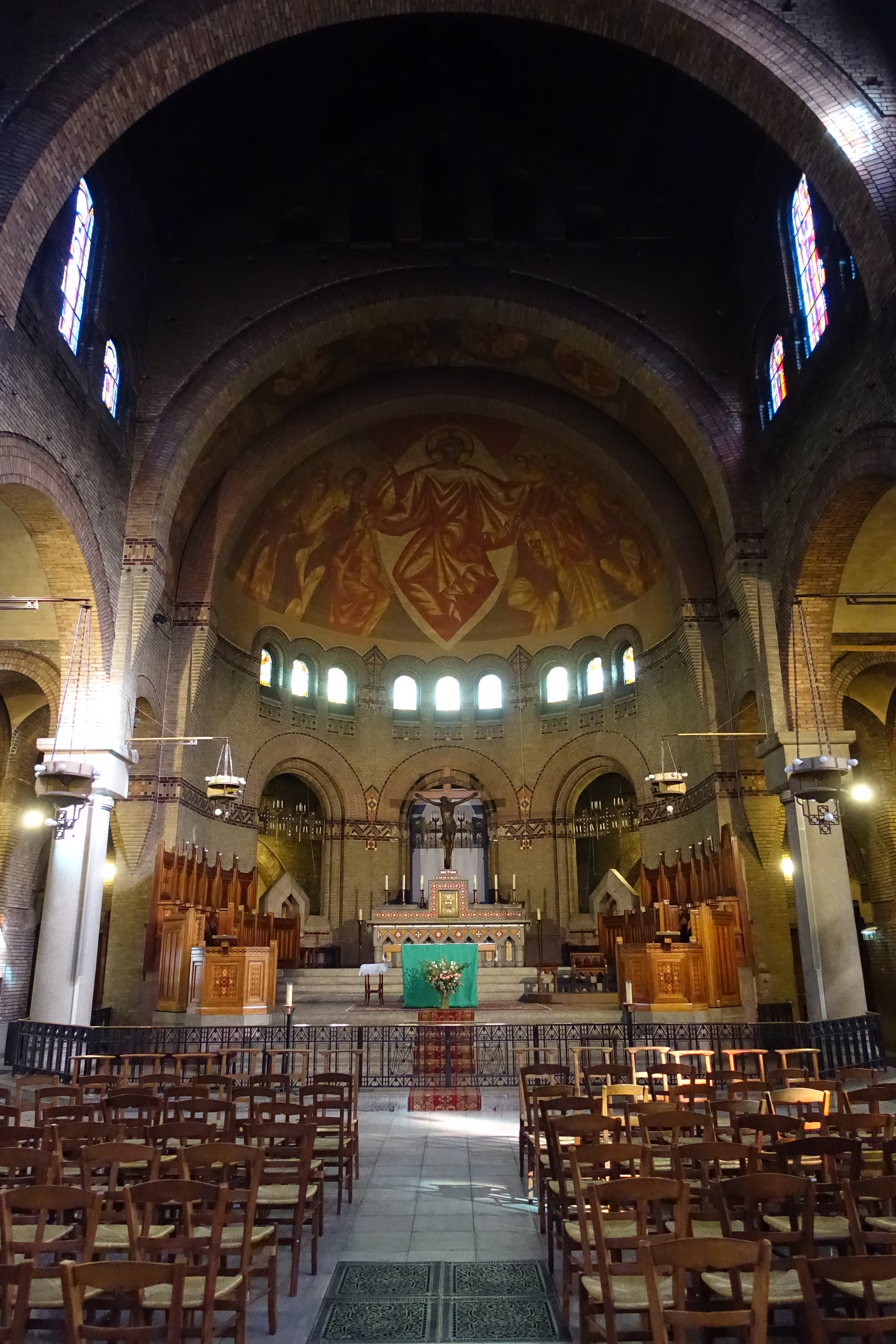
Nef, chœur et abside.

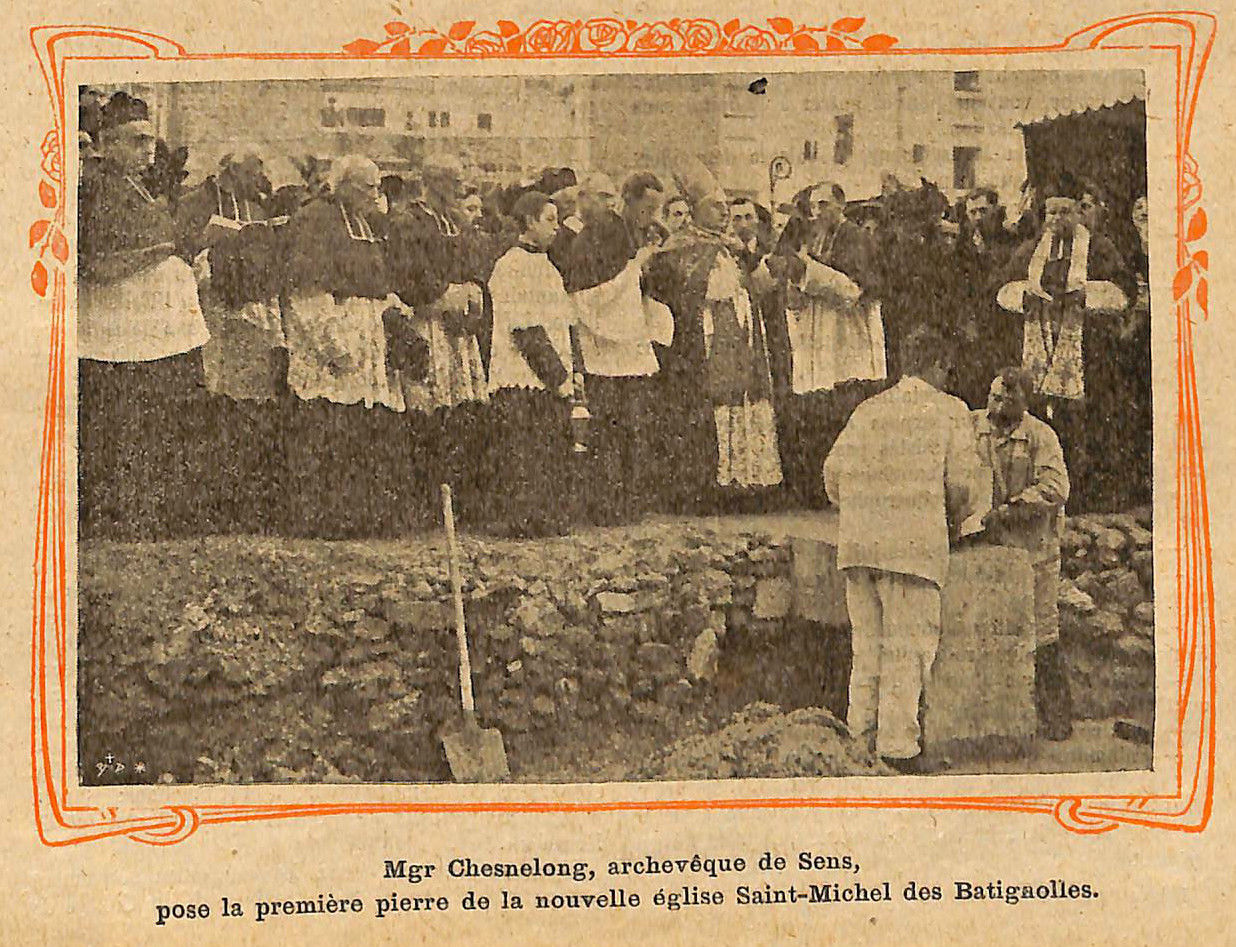
Jean-Victor-Émile Chesnelong pose la première pierre.

L'édifice actuel est ainsi la troisième église dédiée à Saint Michel construite sous ce vocable depuis 1858, dans les environs du carrefour de « La Fourche » entre l'avenue de Clichy et l'avenue de Saint-Ouen. La première pierre est posée le 19 novembre 1913 par Jean-Victor-Émile Chesnelong, archevêque de Sens. Mais la guerre de 1914-1918 suspend le chantier. L'église est bénite par le cardinal Dubois le 21 septembre 1925, alors que les travaux ne sont pas terminés. La nef mesure alors 35 mètres de long. En 1928, la tribune est construite, mais l'orgue n'est pas encore installé, le dallage et les portes sont posés, plusieurs chapelles sont achevées. Ce n'est qu'en 1932 que l'érection du campanile reprend. Lors de la Saint-Michel de 1933, le cardinal Verdier bénit les cloches Léonie, Marguerite, Jeanne-Marguerite et Yves-Denise. En 1934, le campanile est achevé et l'horloge électrique est posée. Le 12 octobre, la statue de l'archange Saint Michel est installée à 37 mètres de haut. 
L'église est inscrite au titre des monuments historiques par arrêté du 29 juin 2016. Du fait de sa période de construction, elle bénéficie également du label « Patrimoine du XXe siècle ».

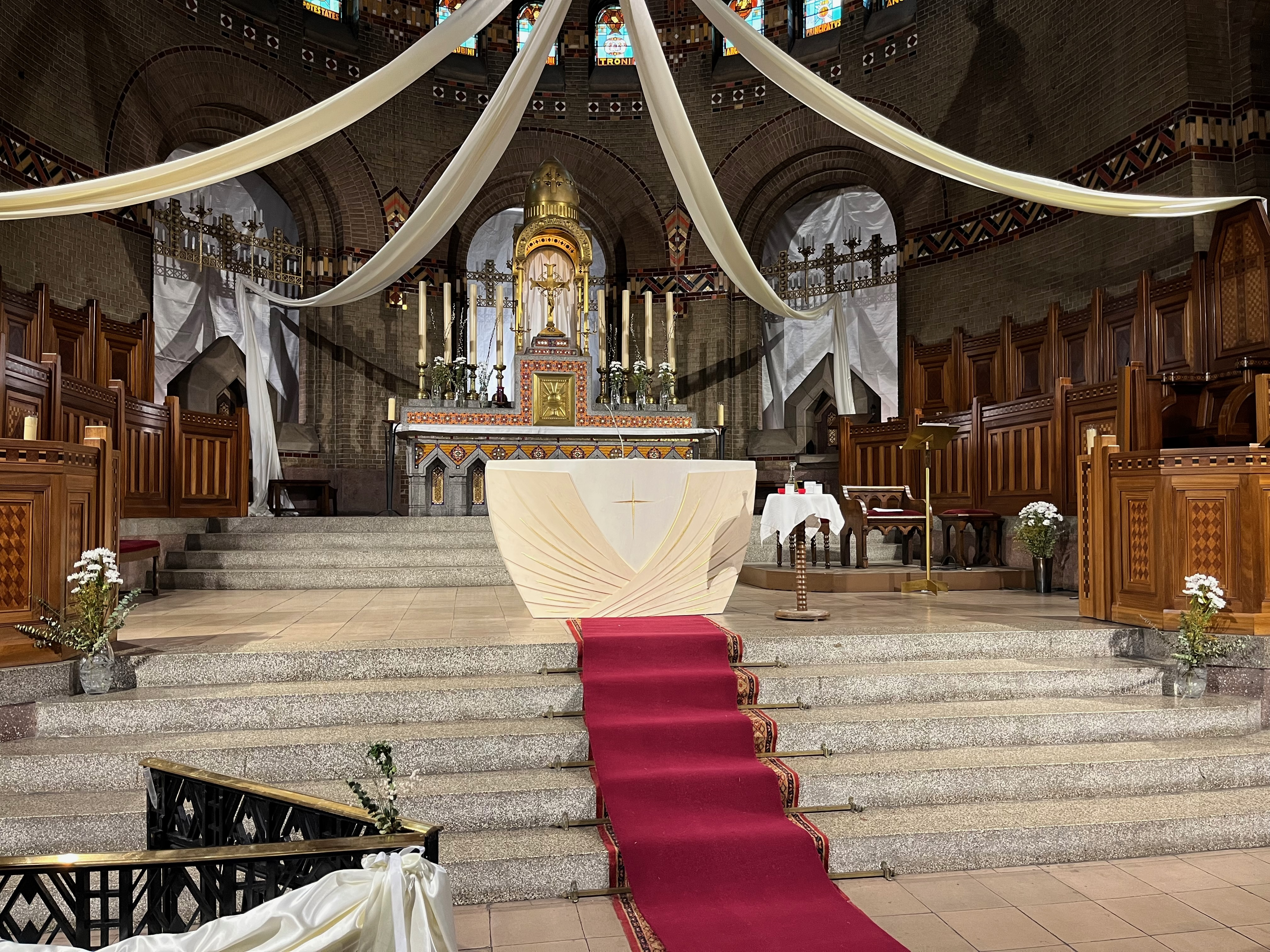
Le nouvel autel avant sa consécration

L'orgue provenant de l'hôtel Majestic est mis à sa place en 1937 à la suite d'une souscription.
Un nouvel autel réalisé par les ateliers d'ébénisterie de Bruno de Maistre est installé le lundi 19 mai 2025, et consacré le dimanche suivant, 25 juin, par Mgr Laurent Ulrich, qui y installe des reliques de Saint François de Sales et Sainte Jeanne de Chantal.

### L'orgue
L'orgue a été construit par le facteur tchèque Rieger - c'est à l'origine un orgue de salon, avec une fonction d'orgue de cinéma ; il a subi un relevage en 1975 par Gutschenritter. 
Composition
| Grand-Orgue expressif 61 notes |
| Quintaton 16'                  |
| Grande flûte 8'                |
| Montre 8'                      |
| Salicet 4'                     |
| Sesquialtera II                |
| Voix humaine 8'                |

| Positif expressif 61 notes |
| Flûte douce 8'             |
| Salicional 8'              |
| Unda maris 8'              |
| Bourdon 8'                 |
| Nasard 2' 2/3              |
| Octavin 2'                 |
| Larigot 1' 1/3             |
| Cromorne 8'                |

| Récit expressif 61 notes |
| Aéoline dulcissima 16'   |
| Cor de nuit 8'           |
| Flûte harmonique 8'      |
| Voix céleste 8'          |
| Gambe 8'                 |
| Aéoline 4'               |
| Flûte douce 4'           |
| Quinte 2' 2/3            |
| Harmonia IV              |
| Basson 16'               |
| Trompette 8'             |
| Hautbois 8'              |
| Clairon 4'               |

| Pédale 30 notes |
| Flûte 16'       |
| Dulcissima 16'  |
| Quinte 10' 2/3  |
| Flûte 8'        |
| Aéoline 4'      |
| Basson 16'      |
| Trompette 8'    |
| Clairon 4'      |

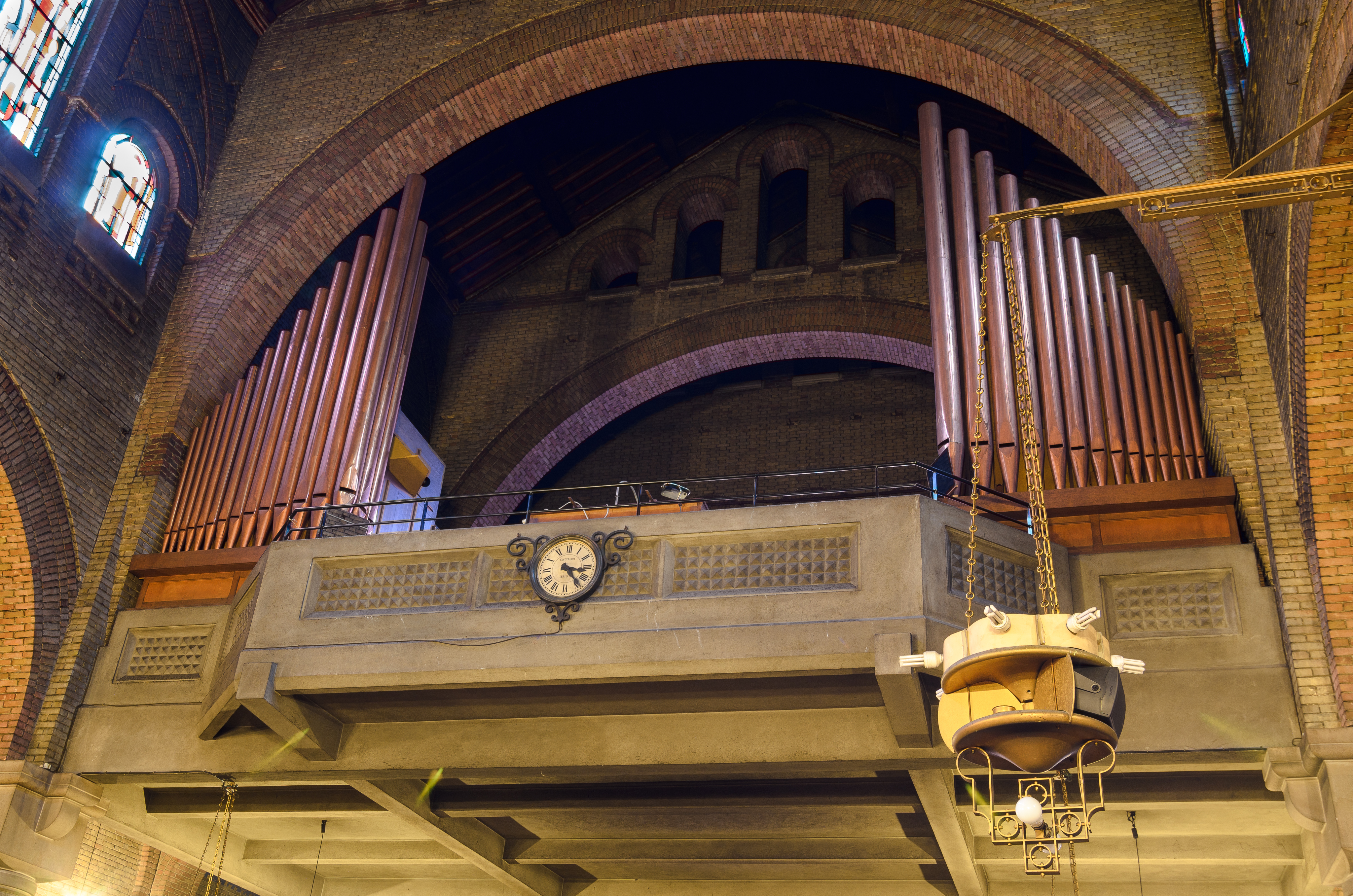
L'orgue.

Les transmissions sont électriques, avec combinateur.
- Accessoires
  - Accouplements Positif/G.O., Récit/G.O., Récit.Positif en 16, 8 et 4'
  - Tirasses sur les trois claviers manuels
  - Tremblant sur le Positif et le Récit
  - Appel du tutti
  - Crescendo (les trois claviers manuels sont expressifs)

### Articles liés
- Liste des édifices labellisés « Patrimoine du XXe siècle » de Paris
- Liste des églises de Paris
- Archidiocèse de Paris